# هامغيونغ (مقاطعة)

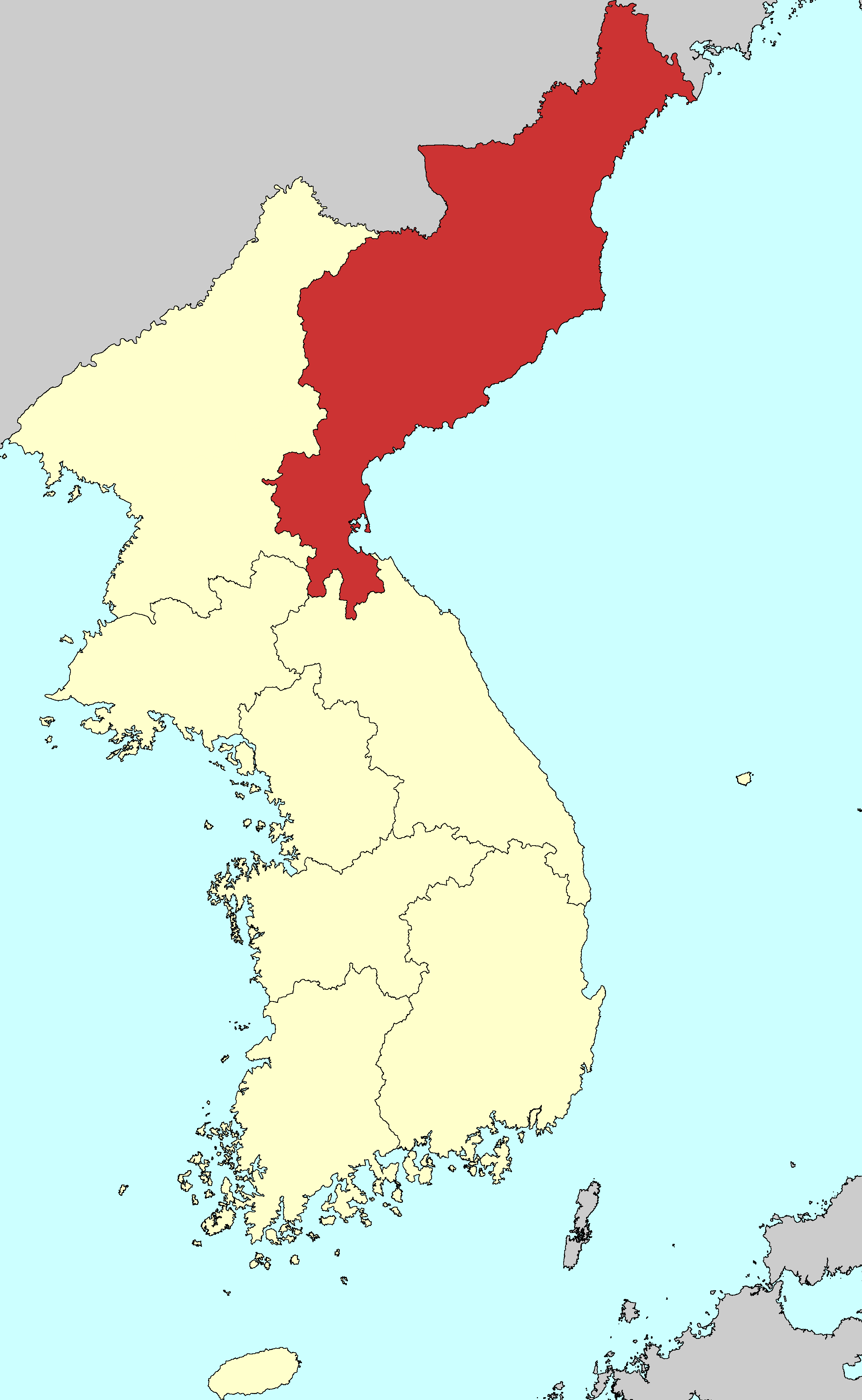
هامغيونغ (مقاطعة)

مقاطعة هامغيونغ (بالهانغل: 함경도، وبالهانجا: 咸鏡道) هي إحدى مقاطعات جوسون الثمانية والتي شكلت التقسيم الإداري في عهد مملكة جوسون من 1413 وحتى 1895. عاصمة المقاطعة هي مدينة هامهنغ.